# Ecònom
Ecònom (en grec οἰκονόμος, de οἰκος "oikos" "casa" i νόμος "nomos", "regla, llei", en llatí oeconomus, és una paraula del grec antic que significa "administrador o gestor de la llar". En època romana d'Orient el terme s'utilitzava per anomenar el directiu o tresorer d'una organització.
En dret canònic, el terme designa l'individu encarregat de tenir cura dels béns temporals de l'Església en una diòcesi, i també al que s'encarrega de les propietats d'un monestir.

## Història
El càrrec va tenir l'origen a l'Església d'Orient i data del segle iv. Es menciona en una llei de Flavi Honori (r. 393-423) i d'Arcadi (r. 395-408). Al Concili de Calcedònia de l'any 451, es va decidir nomenar tresorers a cada diòcesi per gestionar les propietats eclesiàstiques, sota l'autoritat episcopal i al Segon Concili de Nicea, el 787, aquest requisit es va estendre als monestirs.
Sota Justinià I (r. 527-565), Santa Sofia de Constantinoble tenia nou ecònoms. Probablement, aquests nou van disminuir cap al segle ix fins que en va quedar només un, sota la direcció del Patriarca. Al segle x, el nomenament de l'ecònom estava sota control imperial, i el càrrec l'ocupaven fins i tot laics. Isaac I Comnè (r. 1057-1059) va renunciar formalment al privilegi de nomenament. En aquest moment, l'epítet "Megas" es va incorporar al títol, i a les llistes dels càrrecs a les seus dels patriarques és sempre el seu segon en el comandament. Després del 1204, amb la disminució gradual del comerç, el càrrec es va convertir en un títol honorable.
El Concili de Trento de 1545-1563 va ordenar als capítols de les catedrals d'establir, a més del vicari capitular, un o diversos ecònoms per administrar les propietats temporals de la diòcesi durant una vacant episcopal.

## En temps actuals
Actualment és un càrrec a l'Església catòlica romana. Al Codi de Dret Canònic de 1983, un ecònom és l'encarregat d'administrar els béns d'una diòcesi o d'una parròquia. Se'l nomena per un període de cinc anys, amb obligació de retre comptes al final de cada any. Pot ser un sacerdot o un diaca, o també un laic expert en temes econòmics.